# Serturnera luzulifolia
Serturnera luzulifolia är en amarantväxtart som beskrevs av Carl Friedrich Philipp von Martius. Serturnera luzulifolia ingår i släktet Serturnera och familjen amarantväxter. Inga underarter finns listade i Catalogue of Life.